# Новое Акшино
Новое Акшино — село, центр сельской администрации в Старошайговском районе республики Мордовия. Население 622 чел. (2001), в основном русские.

## География
Расположено на речке Маиске (приток Рудни), в 37 км от районного центра и 30 км от железнодорожной станции Саранск. 
В Новоакшинскую сельскую администрацию входят с. Бугро-Ключи (39 чел.), пос. Красная Рудня (213 чел.).

## Этимология
Название-антропоним: от дохристианского мордовского имени Акшай.

## История
В «Списке населённых мест Пензенской губернии» (1869) Новое Акшино — село владельческое из 100 дворов Инсарского уезда. В 1913 году в селе было 169 дворов (965 чел.); в 1931 году — 179 дворов (1 128 чел.).
В начале 1930-х годов был создан колхоз «Новая жизнь», с 1960 г. — в составе объединенного совхоза «Новотроицкий», с 1964 г. — совхоз им. Огарёва, с 1999 г. — СХА.

## Инфраструктура
В современном селе — основная школа, Дом культуры, медпункт, магазин, столовая, мастерская по ремонту сельскохозяйственной техники; Покровская церковь (1-я половина 19 в.).

## Известные люди
Уроженцы с. Новое Акшино — директор типографии «Красный Октябрь» В. М. Грызулин, химик А. Е. Куликова, коммерческий директор ОАО «Станкостроитель» В. Ф. Овчинников.